# Иркутск
Иркутск (рус. Иркутск) град је у Русији и административни центар Иркутске области у Сибиру. Према попису становништва из 2010. у граду је живело 587.225 становника. Иркутск је удаљен седамдесет километара од Бајкалског језера и једна је од најзначајнијих станица на транссибирској железници која води од Москве преко Владивостока до Пекинга. Од Москве је удаљен 5125 километара железницом и један је од најважнијих градова у Сибиру. Добио је име по реци Иркут, која се улива у реку Ангару у близини града.

## Географске карактеристике
Иркутск је смештен у јужном делу Сибира, недалеко од Бајкалског језера, он је највећи град бајкалске регије. Град лежи на десној обали реке Ангаре, притоке Јенисеја, 45 м испод нивои њеног истјецања из Бајкалског језера. Река је на овом месту широка 579 м. На супротној обали је предграђе Гласковск. На реци је код града саграђена брана иза које се налази Иркутско вештачко језеро које се протеже све до Бајкалског језера. Речица Иркут, по којој је град добио своје име утиче у Ангару насупрот граду. Кроз град тече и речица Ида односно Ушаковка. Рељеф је брдовит (обронци горја Сајан).
Клима је оштра континентална, према поларној (као и у највећем делу Сибира). Лети је просечна температура 18 °C, а зими -19 °C. Бајкалско језеро утиче на смањење температурних амплитуда, тако да годишње разлике температуре нису изражене као другде у Сибиру. Количина падавина није велика јер је средњи Сибир врло удаљен од мора. Највише падавина падне лети. У простору око града расте густа црногорична шума тајга.

## Историја
Иркутск је настао као козачко утврђење, основано 1652. на обали Ангаре. Крајем 17. века добио је статус града, а око 1760. путем је повезан са Москвом. Град се развијао као трговачко средиште: из његовог подручја су се извозили сибирски производи, а преко Иркутска у Русију је стизала кинеска роба.
У децембру 1825. једна група руских племића је подигла устанак против цара Александра I. Устанак је угушен и декабристи су протерани у Сибир. Највећим делом су се населили у Иркутску. Они су имали огромног утицаја на друштвени и духовни развој града: тако су основана многа учена друштва и универзитети у Иркутску.
Град је претрпео велику штету у великом пожару из 1879. године.
Транссибирска железница стигла је 1894. до Иркутска, а већ 1904. до Владивостока.
У Совјетском Савезу Иркутск је био важно средиште индустријализације Сибира.

## Становништво
Према прелиминарним подацима са пописа, у граду је 2010. живело 587.225 становника, 6.379 (1,07%) мање него 2002.
| 1939.   | 1959.   | 1970.   | 1979.   | 1989.   | 2002.   | 2010.   |
| ------- | ------- | ------- | ------- | ------- | ------- | ------- |
| 250.181 | 365.893 | 450.941 | 549.787 | 626.135 | 593.604 | 587.891 |

## Знаменитости
Највећа градска знаменитост је Саборна црква Казанки с карактеристичним плавим куполама. Иркутск има синагогу саграђену 1881. која је недавно пожар. Међу знаменитостима се истичу Спомен кућа декабриста, Манастир Знаменски, споменик цару Александру III, те у новије време (2004) подигнут споменик белогардејском адмиралу Александру Колчаку који је стрељан у Иркутску 1920. Значајан је Музеј Таљци, музеј сибирске традиционалне културе на отвореном. Тамо су пресељене многе традиционалне сибирске дрвене куће које су морале бити поплављене због изградње брана на сибирским рекама.

### Иркутск као православни центар
Најзначајнија фигура у верском животу Иркутска је свети Инокентије Иркутски (1680—1731) рођен као Јован Куљчицки. Када је завршио школовање у Кијевској богословији, неколико година касније, тачније 1710. године, је позван да похађа наставу у тадашњој словенско-грчко-латинској академији. Девет година касније, по указу Петра I је проглашен за обер-јеромонаха а 1721. године за вођу православне мисије у Пекингу. Мисија није успела због политичких проблема. Године 1727. је проглашен архијерејем нове Иркутске епархије. Умро је 1731. године, у 50. години живота, а 1805. године је проглашен за свеца. Иркутск је и данас седиште владике-епископа.

## Привреда
У Иркутску је најзначајнија привредна грана - авионска индустрија Иркут која производи делове за авионе. Руска влада намерава да је обједини са Тупољевим, Сухојем, Иљушином, Микојаном и осталим руским произвођачима авиона у Уједињену авио-производну корпорацију.
У Иркутску ради велики Алуминијумски комбинат који припада компанији Русал.
Значајна је производња електричне енергије из великих хидроелектрана на Ангари.

## Школство
Иркутск је важан универзитетски град у Сибиру, у њему раде: Источно сибирска педагошка академија од 1909. године. Државни универзитет Иркутск и Државни медицински универзитет Иркутск су основани 1918. године. Од 1932. постоји Бајкалски државни универзитет права и економије, а од 1939. Државни технички универзитет. Од 1948. раде Државна академија за пољопривреду и Државни лингвистички универзитет, од 1975. делује Државни саобраћајни универзитет, а од деведесетих година 20. века и бројни приватни факултети и више школе као што су Сибирски институт за право, економију и менаџмент (1993), Институт за економију ИСТУ (1996), и др.

## Спорт
Бенди претеча хокеја је најпопуларнији спорт у Иркутску, има неколико клубова од којих је најбољи - Бајкал-Енергија који игра у Руској бенди лиги, на њиховим утакмицама окупи се до 30.000 гледалаца.{{cite web |author= |url=http://www.youtube.com/watch?v=KI7DHW6S2uc] |title=Бенди је популаран и међу девојкама, и оне имају свој клуб - Рекорд.

## Партнерски градови
Иркутск има потписане уговоре о пријатељству са следећим градовима;
- Улан Батор
- Шенјанг
- Каназава
- Јуџин
- Нови Сад
- Пфорцхајм
- Евијан ле Бен
- Стремсунд
- Порденоне
- Гренобл
- Дижон
- Приједор